# 702년

## 연호
- 무주(武周) 장안(長安) 2년
- 일본(日本) 다이호(大宝) 2년
- 발해(渤海) 천통(天統) 5년

## 기년
- 무주(武周) 측천황제(則天皇帝) 13년
- 신라(新羅) 효소왕(孝昭王) 11년 / 성덕왕(聖德王) 원년
- 발해(渤海) 고왕(高王) 5년

## 사건
- 일본에서 다이호 견당사가 출발하다.
- 신라 성덕왕 즉위를 축하하기 위해 일본이 축하사신 207명을 보내다.

## 사망
- 음력 7월 27일 - 신라(新羅) 32대 왕 효소왕(孝昭王)
- 신라, 의상대사